# Filip Vanluchene
Filip Vanluchene (Kuurne, 20 augustus 1950) is een Vlaams toneelschrijver en -vertaler.

## Levensloop
Vanluchene studeerde drama aan het Koninklijk Conservatorium van Gent en debuteerde vervolgens in de gezelschappen Theater Arena en de Internationale Nieuwe Scène. Hij stapte evenwel snel over van acteur naar auteurswerk en is onder meer gekend van de negentien vertalingen naar het Nederlands van het werk van Dario Fo (waaronder bv. De Tijger en andere verhalen en Obscene Fabels). Hij werkt vaak op verzoek voor regisseurs als Eric De Volder, Lucas Vandervost en Bob De Moor. Andere vertalingen zijn Agatha van Marguerite Duras, Woyzeck van Georg Büchner, Biedermann en de brandstichters (ook gekend als Bal van de pompiers) van Max Frisch, Terwijl ik stierf (ook gekend als Moeders gaan dood) van William Faulkner, Mademoiselle Jaïre van Michel de Ghelderode en Légendes flamandes van Charles De Coster.
Tot zijn eigen werk behoren Casanova Montagnes Russes, Prinsenhof, Risquons-tout (ook gekend als De naamlozen), Basel-Retour en Citytrip.
In 1997 was hij de laureaat van de Prijs van de Vlaamse Gemeenschap voor toneelliteratuur met zijn stuk Montagnes Russes, in 2008 won hij de Taalunie Toneelschrijfprijs met zijn stuk Citytrip.
In 2001 overleed zijn vader en besliste hij diens zaak over te nemen. Voortaan beperkte hij zich voor het toneel tot vertaalwerk.

## Voetnoten
1. ↑  Detijd.be Casanova. Gearchiveerd op 20 juni 2015.
2. ↑  Taalunie Toneelschrijfprijs: Filip Vanluchene

- Bibliothèque nationale de France: cb15772970n (data)
- Gemeinsame Normdatei: 1023119609
- International Standard Name Identifier: 0000 0001 0952 006X
- Library of Congress Control Number: n2007014113
- Nederlandse Thesaurus van Auteursnamen: 173968147
- Système universitaire de documentation: 12658320X
- Virtual International Authority File: 7718063
- WorldCat: E39PBJhxpjRcwQQgv9hCPYctrq